# LIFE (郷ひろみの曲)
「LIFE」（ライフ）は、2006年9月6日に発売された郷ひろみ87作目のシングル。

## 収録曲
全曲　編曲：森俊之
1. LIFE（4分57秒）
  - 作詞：佐々木圭一／作曲：樋口了一
2. Weather Report（5分09秒）
  - 作詞：juve／作曲：森たまき
3. LIFE（Instrumental）
4. Weather Report（Instrumental）